# Music of the Spheres (album Coldplay)
Music of the Spheres – dziewiąty album studyjny brytyjskiej grupy Coldplay, który został wydany 15 października 2021 roku nakładem wytwórni płytowych Parlophone oraz Atlantic.
Album jest drugim od czasu wydania X&Y albumem o tematyce kosmicznej. Krążek jest osadzony w fikcyjnym układzie planetarnym zwanym The Spheres, który zawiera dziewięć planet, trzy naturalne satelity, gwiazdę i mgławicę, z których każdy odpowiada określonej ścieżce na płycie. Według głównego wokalisty Chrisa Martina, jego koncepcja i temat były inspirowane filmową serią Gwiezdnych wojen, co sprawiło, że zaczął się zastanawiać, jacy mogą być inni artyści we wszechświecie.
Music of the Spheres otrzymał mieszane recenzje od krytyków, z których wielu krytykowało otwarcie popowy styl albumu. Jednak zamykający album utwór „Coloratura” zyskał szerokie uznanie krytyków, głównie ze względu na swoją długą, niekonwencjonalną strukturę i produkcję. „Higher Power” i „My Universe” zostały wydane jako główne single z albumu, natomiast „Coloratura” została wydana jako singiel promocyjny.
Krążek zadebiutował na pierwszym miejscu UK Albums Chart, stając się dziewiątym albumem numerem jeden Coldplay w Wielkiej Brytanii i najszybciej sprzedającym się projektem roku w momencie wydania. Był to również pierwszy album od czasu No.6 Collaborations Project Eda Sheerana, który zadebiutował ze sprzedażą ponad 100 000 egzemplarzy w kraju, uzyskując za to status złotej płyty. W Polsce dotarł do 5 miejsca w notowaniu OLiS.

## Lista utworów
| Edycja standardowa | Edycja standardowa                                | Edycja standardowa                                                            | Edycja standardowa                                              | Edycja standardowa |
| Nr                 | Tytuł utworu                                      | Autorzy                                                                       | Produkcja                                                       | Długość            |
| ------------------ | ------------------------------------------------- | ----------------------------------------------------------------------------- | --------------------------------------------------------------- | ------------------ |
| 1.                 | „Music of the Spheres”                            | Coldplay, Daniel Green, Rik Simpson, Federico Vindver, Max Martin, Bill Rahko | Rik Simpson, Bill Rahko, Daniel Green, Oscar Holter, Max Martin | 0:53               |
| 2.                 | „Higher Power”                                    | Coldplay, Vindver, M. Martin, Denise Carite                                   | Max Martin, Oscar Holter, Bill Rahko                            | 3:26               |
| 3.                 | „Humankind”                                       | Coldplay, Vindver, Green, Jon Hopkins, M. Martin, Oscar Holter, Stephen Fry   | Bill Rahko, Oscar Holter, Max Martin                            | 4:26               |
| 4.                 | „Alien Choir”                                     | Coldplay, M. Martin, Hopkins                                                  | M. Martin, Rahko, Hopkins                                       | 0:53               |
| 5.                 | „Let Somebody Go” (gośc. Selena Gomez)            | Coldplay, Apple Martin, Olivia Waithe, M. Martin, Holter, Rahko, Leland Wayne | M. Martin, Holter, Rahko, Simpson, Green, Hopkins               | 4:01               |
| 6.                 | „Human Heart” (gośc. Jacob Collier & We Are King) | Coldplay, M. Martin, Jacob Collier, Paris Strother, Amber Strother            | M. Martin, Holter, Rahko                                        | 3:08               |
| 7.                 | „People of the Pride”                             | Coldplay, M. Martin, Rahko, Derek Dixie, Samuel Falson, Jesse Rogg            | M. Martin, Holter, Rahko, Simpson, Green                        | 3:37               |
| 8.                 | „Biutyful”                                        | Coldplay, Davide Rossi, M. Martin, Holter                                     | M. Martin, Holter, Rahko, Simpson, Green, Angel Lopez, Vindver  | 3:12               |
| 9.                 | „Music of the Spheres II”                         | Coldplay, M. Martin                                                           | M. Martin, Rahko                                                | 0:21               |
| 10.                | „My Universe” (gośc. BTS)                         | Coldplay, M. Martin, Holter, Rahko, Suga, J-Hope, RM                          | M. Martin, Holter, Rahko, Simpson, Green                        | 3:46               |
| 11.                | „Infinity Sign”                                   | Coldplay, M. Martin, Hopkins                                                  | M. Martin, Holter, Rahko, Simpson, Green, Hopkins               | 3:46               |
| 12.                | „Coloratura”                                      | Coldplay, M. Martin, P. Strother, John Metcalfe, Rossi                        | M. Martin, Holter, Rahko                                        | 10:17              |
|                    |                                                   |                                                                               |                                                                 | 41:46              |

## Notowania i certyfikaty
| Lista przebojów (2021)              | Najwyższa pozycja |
| ----------------------------------- | ----------------- |
| Australia (ARIA Charts)             | 1                 |
| Austria (Ö3 Austria Top 40)         | 2                 |
| Belgia (Ultratop Flandria)          | 1                 |
| Belgia (Ultratop Walonia)           | 1                 |
| Czechy (ČNS IFPI)                   | 1                 |
| Dania (Album Top-40)                | 6                 |
| Finlandia (Suomen virallinen lista) | 4                 |
| Francja (SNEP)                      | 1                 |
| Hiszpania (PROMUSICAE)              | 1                 |
| Holandia (MegaCharts)               | 1                 |
| Irlandia (IRMA)                     | 1                 |
| Japonia (Oricon)                    | 13                |
| Kanada (Billboard Canadian Albums)  | 2                 |
| Litwa (Albumų Top 100)              | 8                 |
| Niemcy (Offizielle Deutsche Charts) | 2                 |
| Norwegia (VG-Lista)                 | 2                 |
| Nowa Zelandia (Recorded Music NZ)   | 3                 |
| Polska (OLiS)                       | 5                 |
| Portugalia (AFP)                    | 1                 |
| Słowacja (ČNS IFPI)                 | 1                 |
| Stany Zjednoczone (Billboard 200)   | 4                 |
| Szwajcaria (Alben Top 100)          | 2                 |
| Szwecja (Sverigetopplistan)         | 3                 |
| Węgry (MAHASZ)                      | 4                 |
| Wielka Brytania (OCC)               | 1                 |
| Włochy (FIMI)                       | 4                 |

| Kraj                         | Certyfikat      | Sprzedaż |
| ---------------------------- | --------------- | -------- |
| Brazylia (Pro-Música Brasil) | platynowa płyta | 40 000+  |
| Francja (SNEP)               | platynowa płyta | 100 000+ |
| Hiszpania (Promusicae)       | złota płyta     | 20 000+  |
| Kanada (MC)                  | złota płyta     | 40 000+  |
| Polska (ZPAV)                | złota płyta     | 10 000+  |
| Wielka Brytania (BPI)        | złota płyta     | 100 000+ |
| Włochy (FIMI)                | złota płyta     | 25 000+  |